# Grand Jojo
Jules Jean Vanobbergen, né le 6 juillet 1936 à Ixelles (Bruxelles) et mort dans la nuit du 30 novembre au 1er décembre 2021 à Grand-Bigard (province du Brabant flamand), est un chanteur comique belge mieux connu sous le nom de scène de Grand Jojo ou Lange Jojo chez les néerlandophones et les Bruxellois.
Il est le représentant d'une certaine belgitude. Son répertoire d’ambiance comprend de multiples titres emblématiques, tels que On a soif ! (souvent mentionné sous la forme : Chef, un p'tit verre, on a soif), Jules César et surtout E viva Mexico, qui ont marqué la culture populaire belge.

## Biographie
Jules Vanobbergen grandit à Molenbeek. À seize ans, il quitte l’école pour entrer à l’académie, voulant devenir peintre. Il effectue son service militaire d’abord à la base aérienne de Florennes, où il est membre du premier orchestre de chambre de l’armée en tant que batteur.
Jules Jean Vanobbergen est tout d'abord un dessinateur publicitaire. Il est par la suite disquaire et musicien. Jules Jean Vanobbergen réalise assez vite qu'il manque de chansons d'ambiance sur le marché de l'époque. Il décide donc d'en produire lui-même et choisit le pseudonyme Grand Jojo. Le Grand Jojo est une icône belge et le représentant d'une certaine belgitude,,.
Grand Jojo interprète surtout des chansons à boire telles que On a soif !, Sergent Flagada, La petite bête à bon Dieu, Jules César.
À ses débuts, il interprète Le Tango du Congo et Sitting Bull, des tangos aux textes surréalistes, ou Victor le footballiste. En 1974, il interprète Le French Can-can qui obtient le succès escompté.
En 1985, à la suite du 3e titre consécutif de champion de Belgique du RSC Anderlecht, il crée le titre Anderlecht champion puis, sur le même air, il modifie les paroles et crée E viva Mexico pour la participation des Diables rouges (équipe nationale de Belgique) en 1986 à la Coupe du Monde de football au Mexique où l'équipe ira jusqu'en demi-finale. En 1987, il sort Allez Lille dédié au LOSC dont il se déclare supporter.
Il est l'un des interprètes de la chanson caritative On a toujours quelqu'un avec soi au bénéfice du Télévie, tout comme Axelle Red, Benny B, Claude Barzotti, Frank Michael, Nathalie Pâque, Jeff Bodart, Muriel Dacq, Philippe Swan, Sandra Kim, etc.
Le 11 mai 1998, Jules Jean Vanobbergen est nommé Chevalier dans l'ordre de Léopold.
Depuis l'année 2006 (aux Francofolies de Spa), le Grand Jojo a repris la route accompagné de groupes ska-punk de la scène belge actuelle lui rendant hommage : Skaïra et les Poulycroc. Ils ont d'ailleurs sorti pour l'occasion un CD hommage au Grand Jojo. L'un de ses concerts hommages, appelé Grand Jojo Tribute, a eu lieu à Louvain-la-Neuve le 7 février 2007, organisé par le CESEC (cercle des étudiants en sciences économiques, sociales et politiques) à l'occasion des trente ans du cercle et par la régionale athoise. En 2012, sans maison de disque depuis quinze ans, il signe chez Universal Music Belgium.
En 2014, il incarne le personnage d'une bande dessinée dont les histoires sont inspirées de ses chansons. Il est nommé citoyen d'honneur de la ville de Bruxelles en octobre 2015 et Marollien d'honneur au début de l'année suivante. En 2019, il inaugure son propre musée à Boussu-lez-Walcourt, situé dans une maison d'un de ses admirateurs, en présence de ses amis dont Frédéric François et Claude Barzotti.
Fin juin 2021, il annonce arrêter définitivement sa carrière, affaibli moralement et physiquement par le confinement, et annuler ses concerts prévus.
Il meurt le 1er décembre 2021, à l'âge de 85 ans des suites d'une longue maladie à Grand-Bigard.
Ses obsèques se tiennent en la basilique du Sacré-Cœur de Koekelberg le 8 décembre au matin dans un recueillement festif et chantant, suivies de l'inhumation au cimetière de Grand-Bigard.

## Discographie (sélection)
- 1967 : Ik zeen a geire
- 1967 : 'K Zeen ze vleige
- 1972 : Le Tango du Congo
- 1972 : Valencia
- 1973 : Angelina
- 1974 : Le Bal tyrolien
- 1974 : Le French Cancan
- 1974 : Le Tango russe
- 1974 : Victor le footballiste
- 1975 : Le Disc-jockey
- 1976 : Schultz
- 1978 : S.O.S.
- 1978 : L'avion de Buenos Aires
- 1979 : On a soif !
- 1979 : Carmelita
- 1980 : Ookie pookie
- 1980 : Patrouille de nuit (Night patrol)
- 1980 : La Petite Bête à Bon-Dieu
- 1981 : Agence matrimoniale
- 1981 : Les Petites Boules pour la toux
- 1981 : Popeye le marin
- 1982 : Jules César
- 1982 : Clémentine
- 1982 : Ma tute
- 1983 : Sergent Flagada
- 1984 : Vive les saints !
- 1984 : Il fait chaud
- 1984 : A outsiplou
- 1985 : Anderlecht Champion
- 1985 : Square dance
- 1986 : E viva Mexico
- 1986 : Les Oranges
- 1986 : Le Téléphone
- 1989 : La (New) Beat
- 1989 : Sitting Bull
- 1990 : Le Mondiale
- 1993 : La mer du Nord
- 1994 : Les petits Belges en Amérique
- 2000 : Allez Belgique 2000
- 2002 : Les Belges à Tokyo
- 2007 : Vive la Belgique
- 2012 : Best Of
- 2013 : Viva Brasil
- 2015 : Tout va très bien
- 2018 : Goal Goal Gooaal